# كاميرون جونستون
كاميرون جونستون (بالإنجليزية: Cameron Johnston)‏ هو مصارع هاوي أسترالي، ولد في 6 ديسمبر 1970 في سميذرز في كندا.

## وصلات خارجية
- كاميرون جونستون على موقع أوليمبيديا (الإنجليزية)